# Musulita
Musulita (gr. Μουσουλίτα, tur. Kurudere) – wieś na Cyprze, w dystrykcie Famagusta. Położona jest na terenie republiki Cypru Północnego.